# Prazosin
Prazosin, kao i doksazosin spada u selektivne blokatore alfa-1 adrenergičkih receptora. 

## Djelovanje
Antihipertenzivno djelovanje prazosina temelji se na selektivnom blokiranju postsinaptičkih alfa-1-adrenergičkih receptora u perifernim krvnim žilama, njihovom dilatacijom i smanjenjem perifernog otpora. Pad krvnog tlaka nije praćen promjenama u radu srca niti promjenama u protoku krvi u bubrezima. Prazosin širi arteriole i vene, pa mu je, prema očekivanjima, učinak slabiji u ležećih bolesnika. Ako se daje sam, dolazi do aktivacije reninsko-angiotenzinskog sustava, te retencije vode i natrija. Stoga se rijetko rabi sam, radije u kombinaciji s drugim lijekovima. 

## Primjena
Kao i doksazosin i prazosin djeluje na simptome benigne hiperplazije prostate, te se češće rabi kod pacijenata koji pate i od hipertenzije i od benigne hiperplazije prostate. U odnosu na doksazosin prednost ima doksazosin zbog dužeg učinka. Definirana dnevna doza prazosina iznosi 5 mg dnevno. Maksimalno djelovanje prazosina nastupa 3 sata nakon uzimanja. Koristi se za liječenje hipertenzije, sam ili u kombiniranoj terapiji s diureticima i/ili drugim lijekovima koji djeluju na sniženje krvnog tlaka. 

## Nuspojave
Najčešće su nuspojave vrtoglavica, glavobolja, pospanost, slabost, povraćanje, palpitacija, bolovi u trbuhu, proljev, tahikardija. Pri prvom davanju može nastupiti sinkopa. Pri stajanju nastupaju refleksni učinci na srce, pogotovo nakon prve uporabe i u nekih osoba.